# 矢掛町
矢掛町（やかげちょう）は、岡山県の南西部にある町。小田郡に属す。県下の町村では最も人口が多い。（国民基本台帳、令和2年度）矢掛市街地と小田市街地の二つの市街地を持ち、その間にある川面、中川地区に商業地区を持つ。旧山陽道の宿場町で、中心市街地には現在も往時の町並みが残る事で知られる。岡山都市圏、倉敷都市圏、岡山都市雇用圏に属し、福山都市圏にも接するなど周辺地区の中心部としても発展し、ここ数年は若者を中心に観光客を集め、観光地化が進んでいる。

## 概要
岡山都市圏及び岡山都市雇用圏に含まれており、特に倉敷との繋がりが深い。また30分程度の距離である福山市への通勤も多い。
町の面積の半分ほどを旧美川村域など、中山間地域が占めており、比較的面積が広い町であるが、人口のほとんどが平野部、特に矢掛、川面、小田に集中し、その他の地域との人口格差が顕著である。
川面地区は住宅開発が進み、倉敷や福山圏のベッドタウン化が緩やかにある。山田、三谷地区も倉敷に隣接する利便性から若い世代が多く住む傾向にあり、これからの住宅開発が期待される。逆に中心部の矢掛地区は観光地化が進み、住宅開発は重点的にされておらず中心部としては比較的高齢化が進んでいる。
近年はホタルの里として東京や大阪の百貨店などに、町内で飼育されたホタルを持ち込み「ホタル展」を行うなどPR活動を行っている。また、2006年（平成18年）10月10日から、倉敷市、浅口市、笠岡市、井原市などとともにご当地ナンバーである「倉敷ナンバー」が導入された。
矢掛町中心部において、スーパーなどは少ないが、小学校区として隣の川面地区から小田地区にかけてスーパーやドラッグストア、百均などが進出している。この地区は井原市美星町、笠岡市北川地区などからの買い物客も集め、商圏を確立している。（商圏人口は25,000人。※矢掛町、美星町、笠岡市の一部地域）

## 地理
- 山：高滝山（506m）、遙照養子山（406m）、鷲峰山（399m）
- 河川：小田川、星田川、美山川
- ダム：鬼ヶ嶽ダム、第二星田ダム

### 隣接している自治体
- 倉敷市、笠岡市、井原市、総社市、浅口市

## 歴史
- 1889年（明治22年）6月1日 町村制施行により小田郡矢掛村・美川村・三谷村・山田村・中川村・川面村・小田村が発足。
- 1896年（明治29年）2月26日 矢掛村が町制施行して矢掛町となる。
- 1954年（昭和29年）5月1日、矢掛町と美川村・三谷村・山田村・川面村・中川村の1町5村合併により新たに矢掛町が発足。
- 1961年（昭和36年）1月15日、小田町を編入合併し現在の町域となる。

## 行政
- 町長：山岡敦（2022年5月20日就任、1期目）
- 町議会：議員定数12人

## 経済

### 産業
- 主な産業は農業だが、最近では商業、観光業も増えつつある。農業では稲作が主であるが、ぶどう、梨やいちじくなどの果実も多く作られている。
- 主な企業
  - シャープタカヤ電子工業（シャープとタカヤの共同出資により設立）
  - 丸五ゴム工業（自動車部品）
  - カモ井加工紙（テープ類）
  - 名水美人ファクトリー（もやし）
  - 大王パッケージ　（梱包用品類）
  - 立花容器　（容器類）
  - 北原工業　（容器類）
  - 日本陸送　（輸送会社）
  - 三協フロンテア　（建築類）
  - 戸田レーシング　（レーシングエンジンコンストラクター）

- 産業人口　8271人総務省統計局「平成12年国勢調査」より

内訳
第一次産業　940人
第二次産業　3,446人
第三次産業　3,885人

### 商業
個人商店は矢掛商店街に密集し、小田商店街、国道沿いにも多く位置する。
- 100円均一

ザ・ダイソー
ミーツ
- スーパー

Aコープ
山陽マルナカ
マツサカ
ニシナフードバスケット
- ドラッグストア

コスモス
ザグザグ
- ホームセンター

ジュンテンドー
コメリ
ナフコ
- その他

イトウゴフク
ダイヤクリーニング（矢掛本店、矢掛小田店）

## 地域

### 人口
| |                                        |  |
| 矢掛町と全国の年齢別人口分布（2005年） | 矢掛町の年齢・男女別人口分布（2005年） |  |
| ■紫色 ― 矢掛町 ■緑色 ― 日本全国 | ■青色 ― 男性 ■赤色 ― 女性              |  |
| 矢掛町（に相当する地域）の人口の推移 \| 1970年（昭和45年） \| 18,665人 \| \| \| 1975年（昭和50年） \| 18,424人 \| \| \| 1980年（昭和55年） \| 18,400人 \| \| \| 1985年（昭和60年） \| 17,869人 \| \| \| 1990年（平成2年） \| 17,306人 \| \| \| 1995年（平成7年） \| 16,803人 \| \| \| 2000年（平成12年） \| 16,230人 \| \| \| 2005年（平成17年） \| 15,713人 \| \| \| 2010年（平成22年） \| 15,092人 \| \| \| 2015年（平成27年） \| 14,201人 \| \| \| 2020年（令和2年） \| 13,414人 \| \| |                                        |  |
| 総務省統計局 国勢調査より |                                        |  |
| 1970年（昭和45年） | 18,665人                               |  |
| 1975年（昭和50年） | 18,424人                               |  |
| 1980年（昭和55年） | 18,400人                               |  |
| 1985年（昭和60年） | 17,869人                               |  |
| 1990年（平成2年） | 17,306人                               |  |
| 1995年（平成7年） | 16,803人                               |  |
| 2000年（平成12年） | 16,230人                               |  |
| 2005年（平成17年） | 15,713人                               |  |
| 2010年（平成22年） | 15,092人                               |  |
| 2015年（平成27年） | 14,201人                               |  |
| 2020年（令和2年） | 13,414人                               |  |

中心部の矢掛、小田、川面地域などは人口は増加しているが、美川、中川、山田、三谷地域は人口の減少が激しく人口減の要因となっている。
転出による人口減少はあまりないが、死亡による人口減少が大きな要因である。

### 教育

#### 小学校
- 矢掛町立小田小学校
- 矢掛町立川面小学校
- 矢掛町立中川小学校
- 矢掛町立美川小学校
- 矢掛町立三谷小学校
- 矢掛町立矢掛小学校
- 矢掛町立山田小学校

#### 中学校
- 矢掛町立矢掛中学校
- 笠岡市矢掛町組合立小北中学校（所在地は笠岡市）

#### 高等学校
- 岡山県立矢掛高等学校
- 岡山県立矢掛商業高等学校 - 2006年度廃校

## 交通

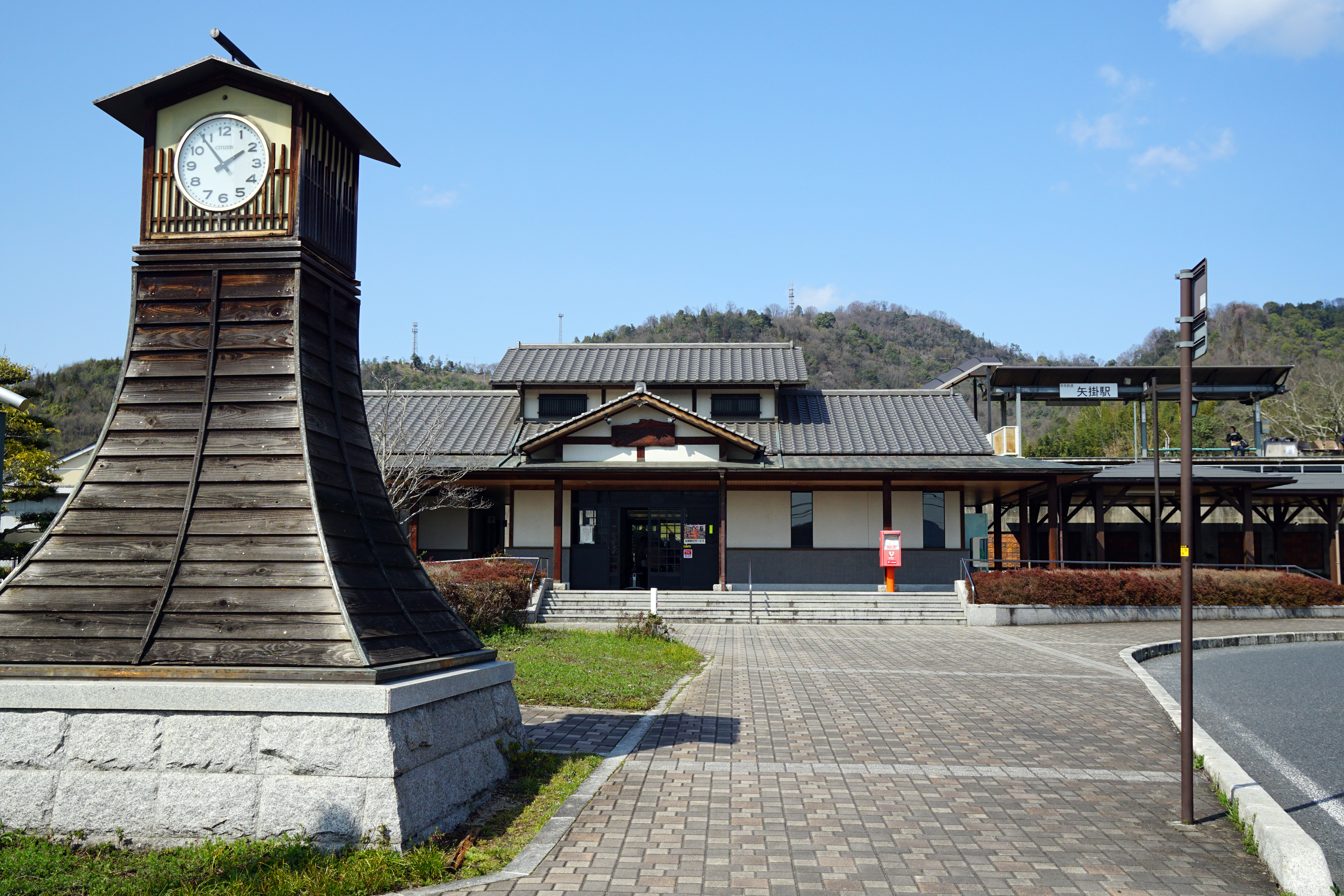
矢掛駅

### 鉄道路線
- 井原鉄道
  - 井原線：三谷駅 - 矢掛駅 - 小田駅

矢掛町内には通っていないが、井原鉄道の運賃が高額なため、町に近くかつ新幹線の停車駅でもある新倉敷駅もよく利用される。なお、新倉敷駅から同町への路線バスは通っていない。

### バス路線
- 井笠バスカンパニー（2012年10月31日まで井笠鉄道、2013年3月31日まで中国バス・井笠バスカンパニー）がJR笠岡駅行きのバスを運行している。
- 山間部地域へは北振バスが路線を運行している。

### 道路
一般国道
- 町内を走る一般国道：国道486号

都道府県道
- 町内を走る県道
  - （主要地方道）
    - 岡山県道35号倉敷成羽線
    - 岡山県道48号笠岡美星線
    - 岡山県道64号矢掛寄島線
    - 岡山県道80号上高末総社線

  - （一般県道）
    - 岡山県道155号鴨方矢掛線
    - 岡山県道282号市場青木線
    - 岡山県道408号東水砂矢掛線

## 名所・旧跡・観光スポット・祭事・催事
- 名所・旧跡・観光スポット
  - 旧矢掛本陣石井家住宅（国の重要文化財）

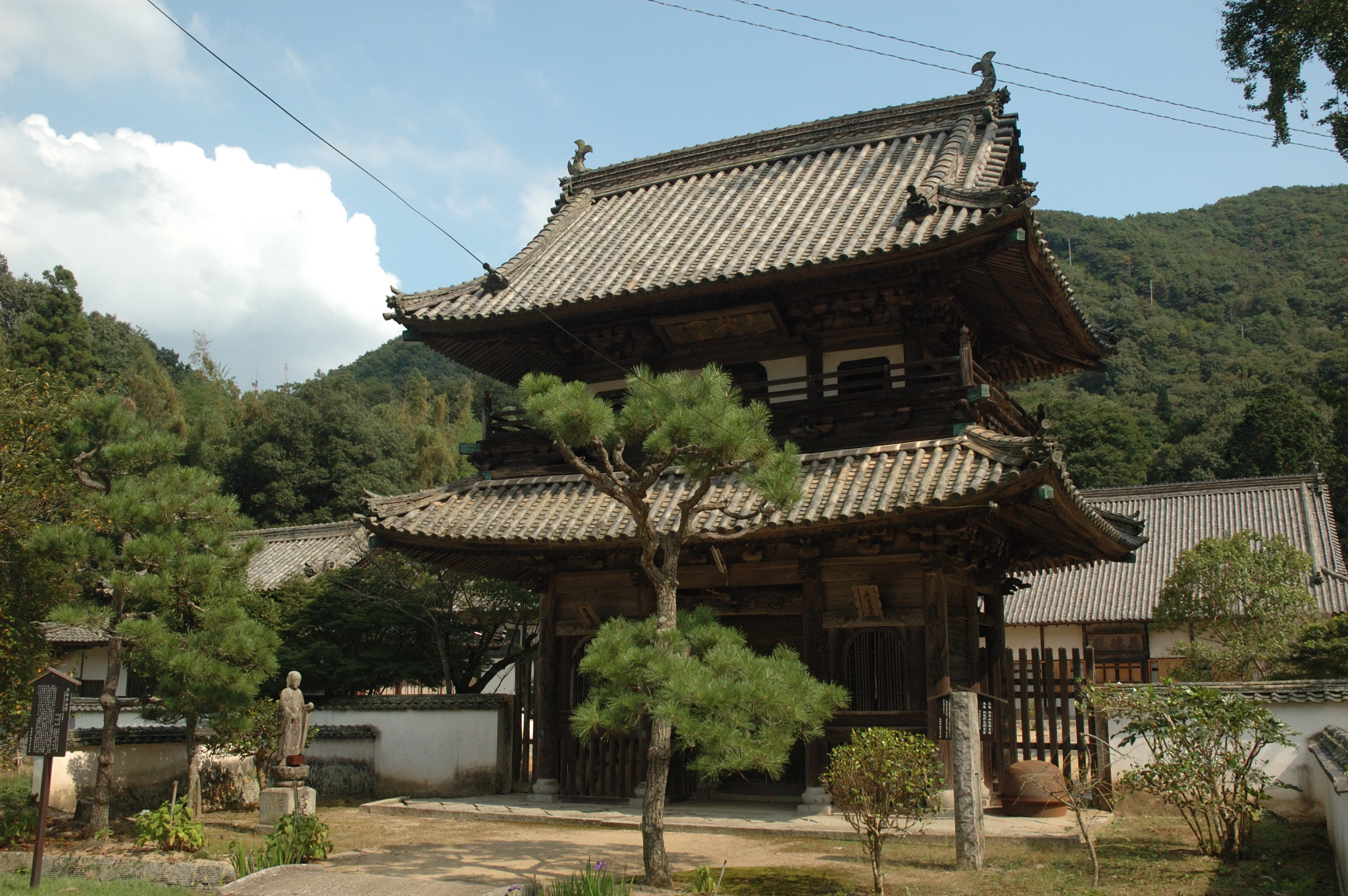
洞松寺山門

  - 旧矢掛脇本陣高草家住宅（国の重要文化財）
  - やかげ郷土美術館
  - 古意庵
  - 吉備真備公園
  - 宇内ホタル公園
  - 大通寺
  - 洞松寺
  - やかげ文化センターホール、矢掛町立図書館
  - 道の駅山陽道やかげ宿
- 祭事・催事
  - 矢掛宿場祭り・大名行列（毎年11月第2日曜日）
  - 吉備公祭（毎年5月5日）
  - 矢掛夏まつり（矢掛土曜夜市）
  - やかげ夏の行灯まつり・やかげ小唄おどり
  - 圀勝寺のつばき祭り
  - 吉祥寺の海棠まつり
  - Vecchio Bambino（ベッキオ・バンビーノ）Primavera

## 名物・特産等
- ゆべし
- 備中手延べ麺

## 出身有名人
- 岡ノ山喜郎 - 1960年代前半に活躍した大相撲力士
- 長田暁二 - 大衆音楽文化研究家
- 伊吹剛 - 俳優
- しゃちほこBOY（シーサーBOY） -  プロレスラー、ドラゴンゲート所属
- 正徹 - 室町時代中期の歌人、僧侶
- 田中塊堂 - 書家
- 福武枯木 - 俳人、作詞家
- 藤井立志 - 実業家、協和発酵創業者の一人、富山軽銀社長。
- 渡辺武次郎 - 実業家、元三菱地所社長・会長、矢掛町名誉町民
- 渡辺二郎 - 元プロボクサー、WBA・WBC世界スーパーフライ級王者

※ 五十音順